# Puy de la Vache
De Puy de la Vache is een 1167 meter hoge kegelvulkaan in de Chaine des Puys, gelegen in het Franse departement Puy-de-Dôme in Auvergne.

## Geografie
De vulkaan vormt een duo met de iets hogere Puy de Lassolas, en bevindt zich enkele kilometers ten zuiden van de bekendere Puy de Dôme.
De vulkaankegel is ten opzichte van de omgeving 130 m hoog en 750 m breed. De top wordt gevormd door een krater van 350 m diameter en ongeveer 100 m diep, waarvan de zuidwestelijke wand doorbroken is.
De Puy de la Vache maakt deel uit van het Parc Naturel Régional des Volcans d'Auvergne.

## Geologie
De Puy de la Vache en de Puy de Lassolas zijn monogenetische vulkanen, die slechts eenmaal en meestal kortstondig uitbarsten en daarna inactief worden. Ze zijn beide ontstaan rond 6020 v.Chr., en horen daardoor tot de jongste vulkanen van de Chaine des Puys. De erupties waren van het Strombolitype, waarbij vooral pyroclastisch materiaal of tefra vrijkomt, maar af en toe ook lavastromen ontstaan.
Onder aan de krater en rond de vulkaan zijn vooral donkere as, lapilli en kleine scoria of slakken te vinden, aan de top van de krater vooral grote slakken en vulkanische bommen. De rode kleur van deze laatste wordt veroorzaakt door oxidatie van het in de mineralen aanwezige ijzer, door de hitte en het vocht afkomstig uit fumarolen tijdens de uitbarsting.
Naast de krater heeft de uitbarsting een 15 kilometer lange lavastroom doen ontstaan, de cheire d'Aydat. De lavastroom heeft de zuidwestelijke kraterwand doorbroken. Door de uitvloeiende lava zijn verschillende valleien geblokkeerd en meren gevormd, zoals het étang de la Cassière ten noorden, en het lac d'Aydat in de vallei van de Veyre, ten zuiden van de vulkaan.
Aan de voet van de Puy de la Vache, in een adventiefkrater, werd tot in 1980 een steengroeve uitgebaat.

## Beklimming
De vulkaan is gemakkelijk bereikbaar vanuit het bezoekerscentrum Maison du Parc des Volcans d'Auvergne, nabij het dorpje Aydat, waarvandaan een wandeling start naar de voet van de beide Puys.